# Tabanus bewanensis
Tabanus bewanensis är en tvåvingeart som beskrevs av H. Oldroyd 1964. Tabanus bewanensis ingår i släktet Tabanus och familjen bromsar. Inga underarter finns listade i Catalogue of Life.